# Половино-Черемховское муниципальное образование
Половино-Черемховское муниципальное образование — муниципальное образование со статусом сельского поселения в 
Тайшетском районе Иркутской области России. Административный центр — село Половино-Черемхово.

## Население
| 2010 | 2011 | 2012 | 2013 | 2014 | 2015 | 2016 |
| ---- | ---- | ---- | ---- | ---- | ---- | ---- |
| 960  | ↘956 | ↘927 | ↘910 | ↗913 | ↘912 | ↘892 |
| 2017 |      |      |      |      |      |      |
| ↘886 |      |      |      |      |      |      |

Демография
По результатам Всероссийской переписи населения 2010 года 
численность населения муниципального образования составила 960 человек, в том числе 470 мужчин и 490 женщин.

## Населённые пункты
В состав муниципального образования входят населённые пункты
- Половино-Черемхово
- Еловое
- Конторка
- Тинская Дача
- Точильный
- Урало-Ключи
- Черемшанка[9]

До 2004 года в состав поселения входила ныне упразднённая деревня Новониколаевка.